# Teresa Bousset
Teresa Bousset (* 16 de julio de 1811) fue la directora y propietaria de un internado femenino en Lübeck, donde, Julia da Silva-Bruhns, la madre de Thomas y Heinrich Mann , ingresó tras la muerte de su madre.

## Biografía
Teresa Bousset, fue la esposa del comerciante de vinos Joachim Christian Bousset, fallecido prematuramente, Ella era tía política del pastor de Lübeck Johann Hermann Bousset.

## Reseña literaria
En Teresa Bousset se basa el personaje Sesemi Weichbrodt, de la novela los Buddenbrook: la decadencia de una familia del premio Nobel alemán Thomas Mann. Ella era la directora del internado en el que los personajes de la novela Antonia Buddenbrook y Gerda Arnoldsen,  pasan algunos años.
En su novela Entre las Razas utiliza Heinrich Mann , el modelo de  Sesemi Weichbrodt para Erneste, la Institutriz de la protagonista, Lola Gabriel.